# Bulatovci
Bulatovci är en ort i Bosnien och Hercegovina.   Den ligger i entiteten Federationen Bosnien och Hercegovina, i den östra delen av landet, 80 km nordost om huvudstaden Sarajevo. Bulatovci ligger 287 meter över havet och antalet invånare är 377.
Terrängen runt Bulatovci är huvudsakligen kuperad, men västerut är den platt.Närmaste större samhälle är Kalesija, 6,4 km väster om Bulatovci. 
Omgivningarna runt Bulatovci är en mosaik av jordbruksmark och naturlig växtlighet. Runt Bulatovci är det ganska tätbefolkat, med 67 invånare per kvadratkilometer.